# Puduhepa
Puduhepa – hetycka królowa żyjąca w XIII w. p.n.e., żona Hattusilisa III. Z uwagi na swoją pozycję i wpływ na politykę imperium hetyckiego określana jest jedną z najbardziej wpływowych kobiet w historii Wschodu Starożytnego.

## Etymologia imienia
Teoforyczne imię Puduhepy pochodzi z języka huryckiego. Składa się z dwóch członów: pudu/fudu, którego znaczenie jest nieznane, i imienia bogini Hebat/Hepat.

## Wczesne życie
Puduhepa urodziła się na początku XIII w. p.n.e. w mieście Lawazantija, znajdującym się w Kizzuwatnie. Pochodziła z kapłańskiego rodu; jej ojcem był Pentipšarri, kapłan bogini Szauszki. Puduhepa, tak jak ojciec, pełniła w mieście funkcję kapłanki Szauszki.
Puduhepa poznała Hattusilisa III, kiedy wracał z bitwy pod Kadesz. Hattusilis odwiedził Lawazantiję z uwagi na znaczenie miasta jako ośrodka kultu Szauszki, by odprawić tam rytuały poświęcone tej bogini. Według relacji króla to sama Szauszka objawiła się mu we śnie, nakazując, by ten poślubił Puduhepę. W 1267 roku p.n.e. została królową hetycką po objęciu tronu przez Hattusilisa III.

## Panowanie
Puduhepa jako królowa nie ograniczała się jedynie do roli biernej królewskiej małżonki, lecz aktywnie angażowała się w sprawy polityczne i ekonomiczne swojego królestwa. Dzierżyła władzę polityczną, gospodarczą i ideologiczną, którą wykorzystywała, by wspierać rządy kolejno Hattusilia III i swojego syna, Tudhalijasa IV. Puduhepa sprawowała kontrolę nad magazynowaniem i dystrybucją dóbr królewskich w Hattusie. Jako królowa i zarazem najwyższa kapłanka kraju pełniła także istotną funkcję reprezentacyjną, tym samym znacząco wzmacniała strukturę społeczną z perspektywy królewskiej ideologii. Utrzymywała korespondencję zarówno z zagranicznymi władcami (korespondencja z egipską rodziną królewską), jak i z poddanymi i władcami wasalnymi hetyckiego króla (Bentešiną z Amurru, hetyckim dostojnikiem Tattamaru wżenionym w rodzinę królewską i Niqmaddu III z Ugarit). Puduhepa wyrażała także zainteresowanie kampaniami wojennymi i ich przebiegiem, na co wskazuje zachowana korespondencja zaadresowana do królowej. Rolę w polityce zagranicznej sprawowała także po śmierci Hattusilisa III, przy nowym królu, Tudhalijasie IV. Była uwzględniona, razem ze swoim mężem w przysiędze Ulmi-Teszuba (Kurunty), a w wielu dokumentach państwowych, w tym także traktacie pokojowym zawartym z Ramzesem II, widniała obok króla jako współsygnatariusz dokumentu. 
Charakterystycznym sposobem sprawowania polityki zagranicznej dla Puduhepy było aranżowanie aliansów politycznych poprzez małżeństwa. Do zasług królowej w roli swatki należą: zaaranżowanie podwójnego małżeństwa między rodzinami królewskimi państwa hetyckiego i Amurru, wybór żony dla Kurunty (brata lub przyrodniego brata Urhi-Teszuba) – i zawarcie sojuszów małżeńskich z babilońską rodziną królewską. Prawdopodobnie to właśnie babilońska księżniczka została żoną Tudhalijasa IV.
Puduhepa prowadziła regularną korespondencję z Ramzesem II, jak również z jego małżonką Nefertari. Zachowało się 15 listów zaadresowanych do Puduhepy przez egipską rodzinę królewską, w tym 4 listy wysłane do królowej przez Ramzesa II. Tematyka listów obejmowała mariaże polityczne pomiędzy rodzinami, a także bliską współpracę rodzin. Na przykładzie listu Nefertari do Puduhepy wiadomo, że królowe wzajemnie pytały się o zdrowie, dyskutowały na temat stanu pokoju między Hatti a Egiptem i wzajemnych relacji między ich mężami. Listom towarzyszyła zwyczajowa wymiana darów: Nefertari wraz z listem przesłała Puduhepie naszyjnik z czystego złota, składający się z 12 wstążek i ważący 88 szekli, a także 12 kolorowych lnianych szat. 
Po śmierci Hattusilisa III w 1237 roku p.n.e. Puduhepa pozostawała postacią aktywną w polityce imperium i zachowała swoją pozycję w państwie. Po śmierci męża królowa coraz bardziej włączała się w działalność sfery sądowniczej imperium – czasami interweniując podczas sporów prawnych oraz wydając orzeczenia w sprawach, na które zwracano jej uwagę w państwach wasalnych. Przykładem jej działalności w tej sferze jest list dotyczący uszkodzenia łodzi, w sprawie której orzekała przeciwko człowiekowi pozwanemu za celowe uszkodzenie statku w Ugarit, któremu nakazała wypłacić odszkodowanie właścicielowi statku. Możliwe, że pod koniec jej panowania na dworze powstały wrogie jej frakcje. Królowa żyła jeszcze za panowania ugaryckiego króla Niqmaddu III pod koniec XIII wieku p.n.e., co sugeruje, że przeżyła co najmniej 90 lat.

## Rodzina
Kwestia dzieci Puduhepy i Hattusilisa III jest o tyle skomplikowana, iż nie wszystkie są znane z imienia i nie wiadomo, w jakim stopniu wszystkie z nich są poświadczone w źródłach. Z relacji hetyckiej królowej wiadomo, że po ślubie z Hattusilisem III zastała w pałacu jego dzieci z poprzednich związków, które przyjęła jako swoje. Najprawdopodobniej następca tronu hetyckiego, Tudhalijas IV, był jej biologicznym synem. W listach poświadczona jest także córka Hattusilisa III, księżniczka Gaššulawija, która została wydana za mąż za Bentešinę z Amurru. Wiadomo o dwóch księżniczkach wydanych za mąż za Ramzesa II przez Puduhepę, jedną z nich znamy z jej egipskiego imienia Maathorneferure.

## Tytulatura
Królowa tytułowała siebie następująco: ‘córka miasta Kummani’ (DUMU.MUNUS uruKummani), ‘córka kraju Kizzuwatna’, ‘Wielka Królowa’ (MUNUS.LUGAL.GAL) i ‘córka miasta Lawazantija’ (DUMU.MUNUS Lawazantiya). W zachowanych źródłach nie używała oficjalnego tytułu tawananna. W korespondencji z Ramzesem II faraon tytułuje ją „siostrą” (NIN‑ia „moja siostro”) zgodnie z konwencjami języka dyplomatycznego. Zachował się też list, w którym Puduhepa zwraca się do egipskiego króla sformułowaniem „My, wielcy królowie, jesteśmy braćmi”. 

## Sprawy kultowe
Puduhepa przez całe życie poświęcała sprawom religijnym dużo uwagi, zarówno przed ślubem z Hattusilisem III jako kapłanka w Lawazantiji, jak i po zostaniu królową hetycką. Jako najwyższa kapłanka imperium hetyckiego, która to funkcja zawierała się w szerszych prerogatywach tawananny, miała zarządzić zebranie i reorganizacje utworów religijnych, a także zmienić sposób sprawowania wielu rytuałów religijnych. Królowej przypisuje się także przeprowadzenie reformy hetyckiego panteonu, polegającej na ustanowieniu synkretyzmów między bóstwami hetyckimi i huryckimi. Większość swoich modlitw kierowała do bogini Słońca z Arinny, a ich częstym motywem były prośby o zdrowie i długie życie dla Hattusilisa III. Puduhepa wykształciła także nowy styl literacki, w jakim formowała swoje modlitwy, który wyróżniał się licznymi niuansami językowymi i figuratywnością. Zachowały się ponadto ślubowania królowej kierowane do różnych bóstw, w tym do ubóstwionego Morza z prośbą o sprowadzenie do niej awanturnika Pijamaradu. 

## Sny Puduhepy
Sny tawananny odnotowywano i poddawano analizie orakularnej. Poza znaczeniem kultowym prorocze sny stwarzały także możliwość zysku politycznego, choć były ryzykowną metodą jego zdobycia z uwagi na złożoną naturę ich interpretacji (w ich odczytaniu brało udział wiele osób: zapisujący sny, interpretatorzy, kapłani i inni członkowie dworu). W przypadku Puduhepy sny oneiromantyczne odgrywały ważną rolę już od początku jej politycznej kariery. To Szauszka we śnie oznajmiła Puduhepie, że Hattusilis III zostanie królem.  Sny okazały się także niezwykle kluczowe w przypadku rywalizacji królowej z wrogim stronnictwem dworskim, na którego czele wydawała się stać żona Tudhalijasa IV, określana tytułem DUMU.SAL.GAL. Kiedy Tudhalijas IV zachorował, wroga frakcja obarczyła Puduhepę winą za niedotrzymanie przysięgi złożonej bogini we śnie, polegającej na doręczeniu w miejsce kultu złotej korony, co miało skutkować karą zesłaną na władcę przez bóstwo z Arušny. Puduhepie udało się przerzucić odpowiedzialność za boski gniew na swoich oponentów i umocnić swą pozycję na dworze.

## Pieczęcie Puduhepy
Zachowały się liczne pieczęcie i odciski pieczęci Puduhepy, zarówno te, na których występuje razem z Hattusilisem III, jak i te zawierające wyłącznie jej imię. Największy zbiór pieczęci pochodzi z odkrytego w 1990 r. archiwum Nişantepe w Hattusie. Znaleziono tam cztery pieczęcie z imieniem Puduhepy i 15 pieczęci, na których towarzyszy jej imię Hattusilisa III, jak również 288 samych odcisków pieczęci. Liczba pieczęci i odcisków pieczęci Puduhepy przewyższa łączną liczbę tego rodzaju artefaktów z tegoż archiwum należących do innych królowych hetyckich.  Pieczęcie są okrągłe i bilingwiczne: na środku zawierają imię Puduhepy (i Hattusilisa III) zapisane hieroglifami luwijskimi, na otoku zaś zawierają inskrypcję zapisaną klinami.
Pojedyncze odciski pieczęci Puduhepy znaleziono w: Świątyni 1 (Tempel 1) w Hattusie (nr 324/z), w Tarsie (nr 36.1171, odczyt inskrypcji hieroglificznej: pu-tu-ha-pa) i w Ugarit (nr RS 17.133). Z Ugarit pochodzi ponadto kilka pieczęci, na których imię Puduhepy występuje obok Hattusilisa III. Zachowała się też jedna wspólna pieczęć Puduhepy i Tudhalijasa IV z inskrypcją „Puduhepa, Wielka Królowa, królowa kraju Hatti” (fPu-d[u-hé-ba]t MUNUS.LUGAL GAL MUNUS.L[UGAL KUR Ha-at-ti]). Możliwe, że do Puduhepy należą trzy odciski na bullach z inskrypcją hieroglificzną x-tù-ha-pa REX.FEMINA („x-tu-ha-pa królowa”). Na jednym z tych odcisków, obok inskrypcji, znajduje się wizerunek kobiety, który – jeśli rekonstrukcja inskrypcji jest poprawna – mógłby przedstawiać Puduhepę lub boginię. Z racji tego, że tytulatura na odcisku wspomina o „królowej”, a nie o „Wielkiej Królowej”, według Massimo Poetto odciski mogły pochodzić z okresu, kiedy Hattusilis III był jeszcze zarządcą Górnego Kraju, a nie władcą całego imperium hetyckiego. 
Wyjątkowy opis pieczęci Puduhepy znajduje się w egipskim dopisku na końcu „Traktatu Wieczystego” zawartego między Hattusilisem III a Ramzesem II. Na oryginalnej srebrnej tablicy znajdował się odciski pieczęci, na którym przedstawiona była „bogini (kraju) Hatti” obejmująca postać Puduhepy. Wizerunek otaczała inskrypcja: „Pieczęć Re z miasta Arinna, Pana kraju; pieczęć Puduhepy, księżniczki kraju Hatti, córki kraju Kizzuwatna, kapłanki (z) miasta Arinna, Pani Kraju, służki bogini”. 

## Puduhepa na przedstawieniach
Jedynym zachowanym przedstawieniem Puduhepy jest jej wizerunek na reliefie skalnym w Fıraktin. Na reliefie uczestniczy w ceremonii religijnej przeprowadzanej wspólnie z Hattusilisem III. On składa libację Bogu Burzy, ona bogini Hebat. Postać Puduhepy podpisana jest luwijską inskrypcją: „Wielka Królowa, córka (kraju) Kizzuwatna, ukochana przez boginię/bogów” (pu-tu-ha-pa MAGNUS.DOMINA ká-zuwa-na REGIO FILIA DEUS á-zi/a-mi). Jej udział w ceremonii jako równorzędnej partnerki męża jest kolejnym przykładem bliskiej współpracy i partnerstwa w sprawowaniu rządów pomiędzy królem a królową, które charakteryzowały okres panowania Hattusilisa III.